# Neubabelsberg

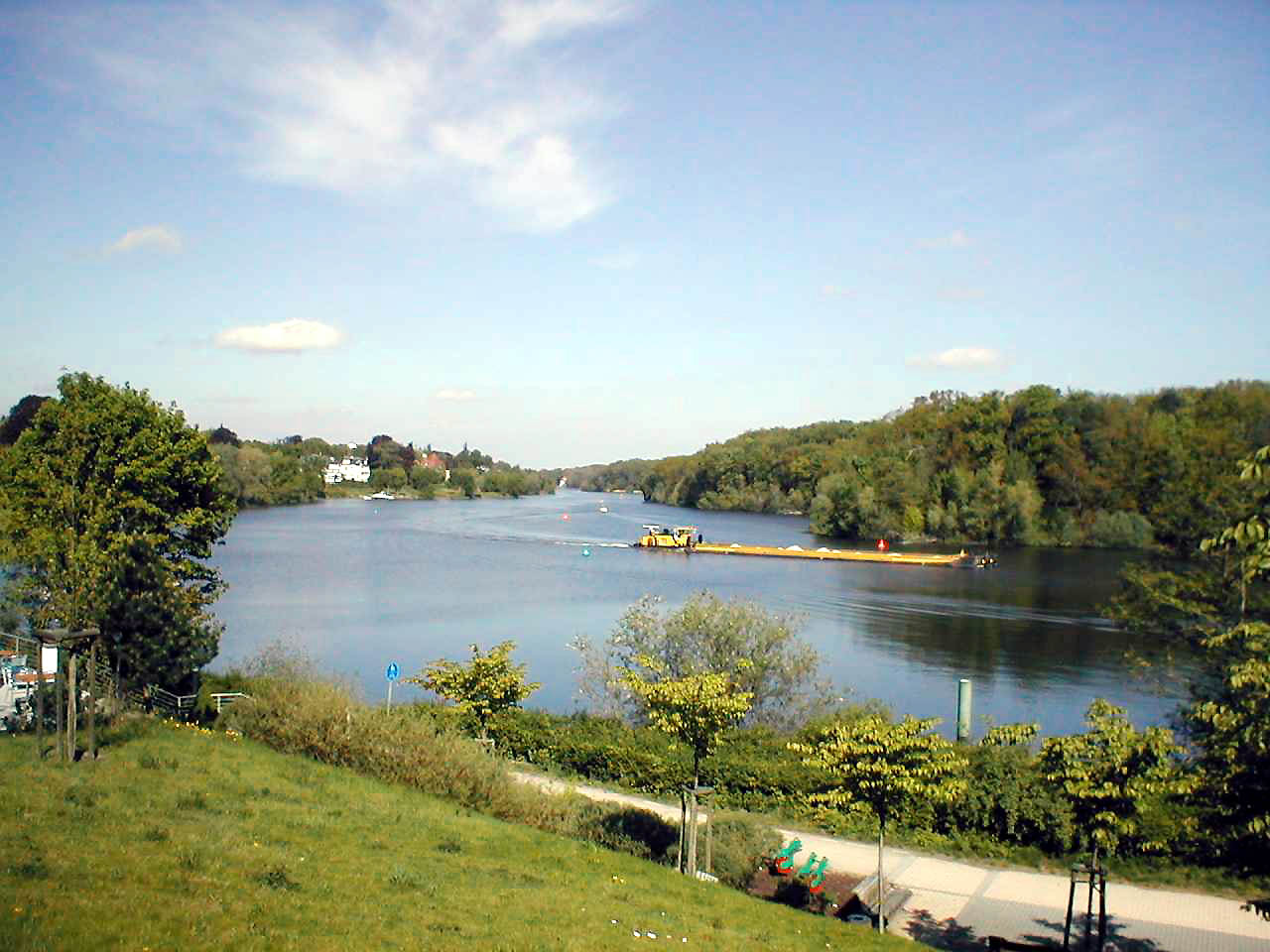
Vue sur le Griebnitzsee vers Neubabelsberg (à gauche).

Neubabelsberg est un lotissement (« colonie des villas ») du quartier de Babelsberg, faisant partie de la ville de Potsdam en Allemagne. Il se situe dans l'est de la ville, à la limite de Berlin-Wannsee, s'étendant sur la rive du Griebnitzsee jusqu'au parc de Babelsberg. Créée après la fondation de l'Empire allemand en 1871, l'ancienne commune est rattachée administrativement le 1er avril 1938.
La colonie fondée par les architectes Wilhelm Böckmann et Hermann Ende est devenu rapidement une zone rèsidentielle très convoitée, notamment parmi les acteurs de cinéma qui vivent dans le voisinage des studios de Babelsberg, dont Marika Rökk et son mari Georg Jacoby, Sybille Schmitz, Lilian Harvey, Willy Fritsch et Brigitte Horney. C'est là que se trouve aussi les chambres d'hôtes de la société de production UFA pour des séjours pendant les travaux de tournage. Nombreuses villas sont les œuvres d'architectes célèbres, comme Ludwig Mies van der Rohe, Hermann Muthesius et Alfred Grenander, ainsi que le cabinet local de Peter Behrens avec ses collaborateurs Walter Gropius, Adolf Meyer et Le Corbusier. Pendant le régime nazi, de nombreux propriétaires juifs, tels que le réalisateur Alfred Zeisler, ont perdu leurs maisons. Lors de la conférence de Potsdam qui s'est tenue au château de Cecilienhof du 17 juillet au 2 août 1945, les trois représentants des puissances victorieuses Winston Churchill, Joseph Staline et Harry Truman (qui y approuve les bombardements atomiques d'Hiroshima et de Nagasaki) résidaient à Neubabelsberg.
C'est le lieu de naissance de l'écrivain et dramaturge Peter Weiss (1916-1982).